# Brave New World (Iron Maiden-album)
A Brave New World az Iron Maiden brit heavy metal együttes 12. stúdióalbuma, mely 2000. május 29-én jelent meg. Ezen az albumon szerepelt először visszatérése óta Bruce Dickinson énekes és Adrian Smith gitáros. Utóbbit addig Janick Gers helyettesítette. Ezenkívül ez volt az első album, amelyen az Iron Maiden három gitárossal játszik, ugyanis Smith visszatértével Janick Gers is maradt az együttesben. A lemez címét és az azonos című dalt is Aldous Huxley Szép új világ című regénye alapján adták. A lemez borítóját Derek Riggs készítette.
Az albumról a The Wicker Man és az Out of the Silent Planet dalokat adták ki kislemezként. Előbbit Grammy-díjra jelölték a Best Metal Performance kategóriában.
A számok nagy részét a "The Ed Hunter Tour" elnevezésű turnén írták meg, és miután vége lett a körútnak, Párizsban vették fel a dalokat. Ez volt az első alkalom, hogy a zenekar élőben vette fel a dalokat a stúdióban. A The Nomad, a Dream of Mirrors, és a The Mercenary dalokat eredetileg a Virtual XI albumra szánták, Adrian Smith egy interjúban elhangzott állítása szerint. Elképzelhető, hogy a Dream of Mirrorsnak Blaze Bayley is társszerzője volt, de ezt a zenekartagok sosem hagyták teljes mértékben jóvá. A lemezbemutató turnén több dalt is előadtak róla, a 2003-as "Dance of Death Tour" turnén azonban már csak a címadó dal szerepelt a koncertprogramban. A lemezről a The Nomad és a The Thin Line Between Love and Hate dalokat soha nem adták elő élőben. Az utolsó dal végén (The Thin Line Between Love & Hate) hallhatunk egy kis stúdiós beszélgetést a zenészek közt.
A 2008-as Maiden Heaven: A Tribute to Iron Maiden feldolgozásalbumon a Brave New World dalt feldolgozta a Ghostlines.
A "visszatérő" lemezt óriási várakozás előzte meg. A rajongók és a kritikusok egyaránt pozitívan fogadták a lemezt, de Bruce Dickinson is kijelentette ekkortájt, hogy ez a kedvenc Maiden-albuma. Zeneileg egy kevésbé riff alapú lemez született, előtérbe kerültek a progresszívebb, epikusabb megfogalmazású dalok, melyek kikövezték az utat a következő stúdióalbumokhoz.
A lemez kereskedelmileg is sikeres lett, az UK Albums Chart listáján a 7., míg a Billboard 200on a 39. helyen nyitott. Az Egyesült Királyságban azóta aranylemez lett, míg az Amerikai Egyesült Államokban 307 000 példány kelt el belőle..

## Az album dalai
1. The Wicker Man – 4:35
2. Ghost of the Navigator – 6:50
3. Brave New World – 6:18
4. Blood Brothers – 7:14
5. The Mercenary – 4:42
6. Dream of Mirrors – 9:21
7. The Fallen Angel – 4:00
8. The Nomad – 9:06
9. Out of the Silent Planet – 6:25
10. The Thin Line Between Love & Hate – 8:26

## Közreműködők
- Bruce Dickinson – ének
- Dave Murray – gitár
- Janick Gers – gitár
- Adrian Smith – gitár, vokál
- Steve Harris – basszusgitár, billentyűs hangszerek, vokál
- Nicko McBrain – dob

## Helyezések

### Album
| Év   | Lista                         | Pozíció |
| ---- | ----------------------------- | ------- |
| 2000 | Billboard 200                 | 39      |
| 2000 | UK Albums Chart               | 7       |
| 2000 | Billboard Top Internet Albums | 13      |

### Kislemezek
| Év   | Kislemez                   | Lista                  | Pozíció |
| ---- | -------------------------- | ---------------------- | ------- |
| 2000 | "The Wicker Man"           | Kanadai kislemezlista  | 4       |
| 2000 | "The Wicker Man"           | Mainstream Rock Tracks | 19      |
| 2000 | "The Wicker Man"           | UK Singles Chart       | 9       |
| 2000 | "Out of the Silent Planet" | UK Singles Chart       | 20      |

## Minősítések
| Ország             | Hitelesítés | Értékesítés |
| ------------------ | ----------- | ----------- |
| Brazília           | Arany       | 50,000+     |
| Kanada             | Arany       | 50,000+     |
| Lengyelország      | Arany       | 35,000+     |
| Svédország         | Arany       | 20,000+     |
| Egyesült Királyság | Arany       | 100,000+    |